# 格龙 (谢尔省)
格龙（法語：Gron，法語發音：[ɡʁɔ̃]）是法国谢尔省的一个市镇，位于该省中部偏东南，属于布尔日区。

## 地理
格龙（47°7'17"N, 2°44'28"E）面积26.22 平方千米，位于法国中央-卢瓦尔河谷大区谢尔省，该省份为法国中部省份，北起卢瓦雷省，西接卢瓦-谢尔省和安德尔省，南至克勒兹省，东南接阿列省，东临涅夫勒省。
与格龙接壤的市镇（或旧市镇、城区）包括：绍穆马尔西利、库伊、埃特雷希、维拉邦、维勒基耶、博日。

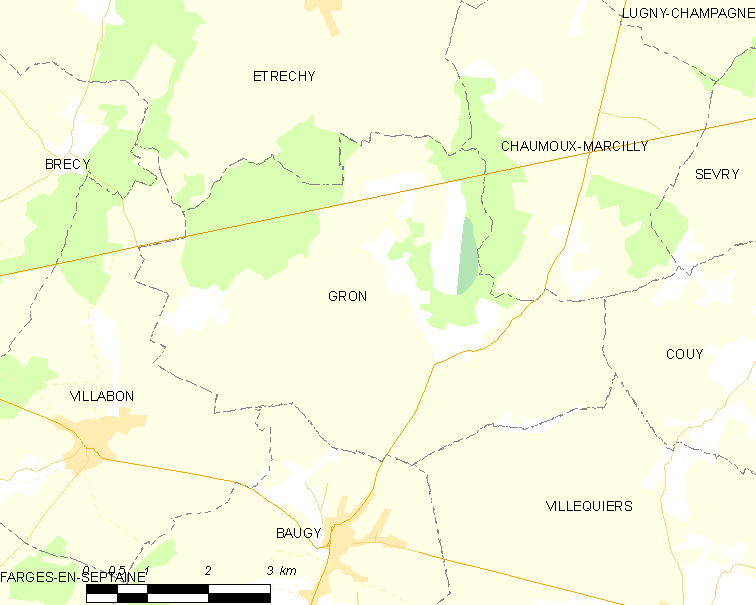
的OSM定位图

格龙的时区为UTC+01:00、UTC+02:00（夏令时）。

## 行政
格龙的邮政编码为18800，INSEE市镇编码为18105。

## 政治
格龙所属的省级选区为阿沃尔县。

## 人口

1962-2008年间人口变化图示

格龙于2022年1月1日时的人口数量为469人。